# Neoaliturus rubrivenosa
Neoaliturus rubrivenosa är en insektsart som beskrevs av Scott 1876. Neoaliturus rubrivenosa ingår i släktet Neoaliturus och familjen dvärgstritar. Inga underarter finns listade i Catalogue of Life.